# Стрельников, Александр Николаевич
Алекса́ндр Никола́евич Стре́льников (род. 1947) — политический и государственный деятель, депутат Государственной Думы Федерального Собрания Российской Федерации четвёртого созыва с 2003 по 2007 годы.

## Биография
Родился 1 сентября 1947 года в деревне Кашнур Пижанского района Кировской области.

### Образование
Окончил педагогическое училище в 1966 году, Кировский государственный педагогический институт (ныне Вятский государственный гуманитарный университет) по специальности «учитель истории и обществоведения» в 1974 году, Кировский сельскохозяйственный институт (ныне Вятская государственная сельскохозяйственная академия) по специальности «экономист-организатор сельскохозяйственного производства» в 1981 году и Академию общественных наук при ЦК КПСС.

### Деятельность
С 1966 года работал учителем в восьмилетней школе в селе Елькино Лебяжского района Кировской области, после чего прошёл службу в Советской Армии. В 1969—1971 годах — инструктор организационного отдела Пижанского райкома КПСС Кировской области; избирался первым секретарем Пижанского райкома ВЛКСМ. С 1975 года — заведующий организационным отделом Пижанского райкома КПСС; в 1977 году — председатель Пижанского районного комитета народного контроля, С 1980 года — второй секретарь, с 1983 года — первый секретарь Пижанского райкома КПСС Кировской области. С 1986 года — председатель Кировского областного совета профсоюзов; в 1991—1994 годах — председатель Федерации профсоюзных организаций Кировской области; с 1994 года — управляющий Кировским региональным отделением Фонда социального страхования РФ.
Стрельников избирался депутатом Кировской областной Думы второго созыва (1997—2001), возглавлял комиссию по делам ветеранов и социальной защите населения.
25 марта 2001 года был избран депутатом, 9 апреля 2001 года — председателем Кировской областной Думы третьего созыва.
В Государственную Думу РФ был избран по федеральному списку избирательного объединения Партия «ЕДИНСТВО» и «ОТЕЧЕСТВО» — Единая Россия.
Награждён орденами «Знак Почёта» и Дружбы народов, медалью «За трудовое отличие».